# KH-7 04
KH-7 04 – amerykański satelita rozpoznawczy. Trzeci statek serii KeyHole-7 GAMBIT programu CORONA. Satelitę oznaczano także nazwą Improved SAMOS 4. Jego zadaniem było wykonanie wywiadowczych zdjęć Ziemi, o rozdzielczości przy gruncie około 46 cm. Na pokładzie statku znalazł się też eksperyment pomiaru promieniowania jądrowego za pomocą emulsji czułych.

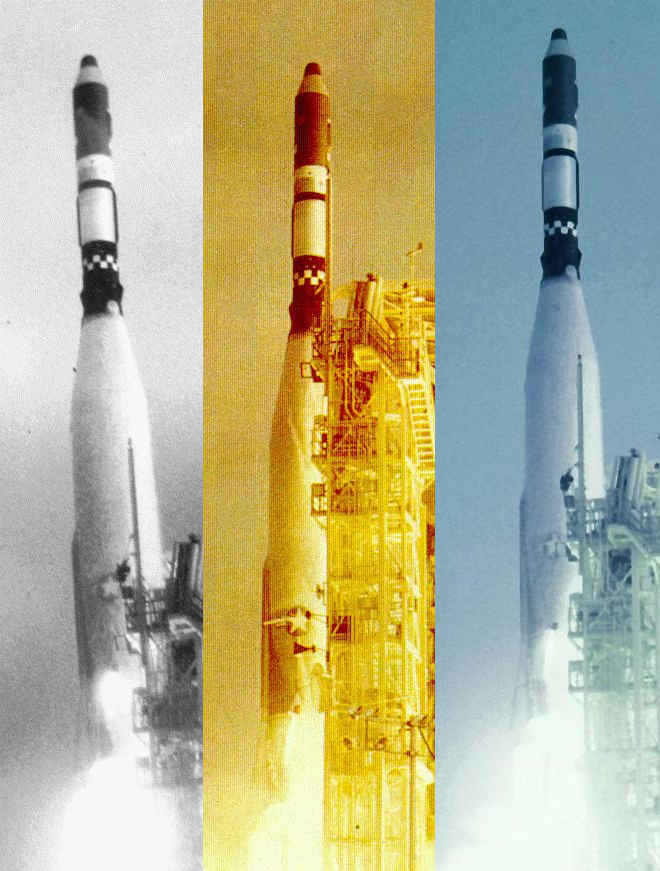
Atlas Agena D z satelitą Gambit 4 na pokładzie

Satelity tego typu nadal pozostają utajnione przez rząd Stanów Zjednoczonych.